# Česlovas Sasnauskas
Česlovas Sasnauskas   (Kapčiamiestis, 19 de juny de 1867 (Julià) - Sant Petersburg, 19 de gener de 1916), polonès: Czesław Sosnowski, rus: Чеслав Фомич Сосновский, Txéslav Fomitx Sosnovski, fou un compositor i organista lituà.

## Biografia
Nascut en la família d'un organista de l'Església de la Divina Providència de Kapčiamiestis, va obtenir els seus primers coneixements musicals del seu pare, l’organista Tomas Sasnauskas. Des del 1880 va començar a estudiar orgue amb el ja famós organista del districte de Naumiestis Liucidas (Liudvikas) Risauskas. Del 1883 al 1885 fou organista a l'Església de Gražiškiai i entre 1885 i 1887 a la Catedral de Vilkaviškis. Després va millorar com a intèrpret amb l'organista de Kaunas Juozas Kalvaitis. Entre 1890 i 1892 fou organista a Daugavpils.
Entre 1892 i 1898 va estudiar al Conservatori de Sant Petersburg, a la classe de cant, amb Stanislav Gabel i Antonio Cotogni.
Des del 1895 fins al final de la seva vida, fou organista i mestre de cor de l'Església de Santa Caterina de Sant Petersburg. Fins al 1909 també va ensenyar a l'escola de l'església. Va dirigir nombrosos grups corals aficionats. El 13 de novembre de 1899, el cor, sota la direcció de Česlovas Sasnauskas va cantar per primera vegada la "Cançó nacional" de Vincas Kudirka, que més tard es convertiria en l'himne de Lituània. Entre el 1900 i el 1905 va fer moltes gires per Europa. A Roma, sota la direcció de Filippo Capocci, va estudiar el cant gregorià.
Va compondre un rèquiem i diverses cantates, així com moltes peces d'orgue i arranjaments de cançons populars lituanes.
Va morir d'un atac de cor el 18 de gener de 1916 a Sant Petersburg, on va passar la major part de la seva vida.
El 23 d'octubre de 1931, les seves restes foren col·locades al Cementiri de Petrašiūnai, a Kaunas.